# Jong Song-Ok
Jong Song-Ok (Haeju, Hwanghae del Sud, 18 d'agost, 1974) és una atleta de Corea del Nord especialista en marató.
Guanyà el títol mundial l'any 1999 a Sevilla. També participà en els Jocs Olímpics de 1996 a Atlanta, on acabà 20a.